# 夔達
夔逹（1814年 - ？），字儀廷，號友伯，一號春舫，博尔济吉特氏，蒙古镶黄旗人。道光庚子举人，辛丑进士。后官吏部主事。

## 家庭
- 曾祖策拔克，诰授荣禄大夫；
- 祖珠拉，国史馆提调，诰授奉政大夫；
- 父穆普泰，知县，敕授文林郎。